# Oriana (Vorname)
Oriana ist ein weiblicher Vorname.

## Bedeutung
Der Vorname kommt selten vor und hat verschiedene Bedeutungen:
- von dem spanischen Wort oro, womit Oriana dann so viel bedeutet wie „Gold“, „goldene“, „goldige“
- aus dem Hebräischen, wo es mit „Sonne“ und „Licht“ in Zusammenhang steht
- „aufgehende Sonne“ auf Lateinisch
- die weibliche Form von Orion
- eine andere Form von Urania

## Namensträger
- Königin Elisabeth I. von England (1533–1603) trug diesen Beinamen oder Spitznamen; u. a. die Madrigalsammlung „The Triumphs of Oriana“, herausgegeben 1601 von Thomas Morley spielt darauf an.
- Oriana Fallaci (1929–2006), italienische Journalistin und Schriftstellerin
- Oriana Rene Small (* 1981), US-amerikanische Pornodarstellerin (bekannt als Ashley Blue)